# Wonderful Remark
"Wonderful Remark" es una canción del músico norirlandés Van Morrison publicada en el álbum de 1990 The Best of Van Morrison. Una versión descartada de ocho minutos de duración fue incluida, años después, en el álbum recopilatorio The Philosopher's Stone.
La canción fue originariamente grabada durante las sesiones de grabación de Moondance. Aun así, la grabación incluida en The Philosopher's Stone data, según Clinton Heylin, de las sesiones de grabación de Saint Dominic's Preview, a pesar de que los créditos del álbum datan su grabación en 1973.
El 14 de febrero de 1994, cuando Van Morrison fue galardonado con un premio Brit por su contribución a la música británica, el periodista John McCarthy dio testimonio de la importancia de "Wonderful Remark", a la que calificó como "una canción escrita hace más de veinte años y muy importante para nosotros". McCarthy y Jill Morrel escribirián juntos un libro en 1993 usando el verso "some other rainbow" de la canción como título.
"Wonderful Remark" fue incluida en la banda sonora de la película El rey de la comedia, y como tal fue publicada en el álbum recopilatorio de 2007 Van Morrison at the Movies - Soundtrack Hits. Una versión remasterizada sería publicada el mismo año en el álbum recopilatorio Still on Top - The Greatest Hits.

## Personal
- Van Morrison: guitarra acústica y voz
- Lee Charlton: batería
- Bill Church: bajo
- "Boots" Rolf Houston: flauta
- Ronnie Montrose: guitarra y coros